# جزیره کریستال

نمای پیش بینی شدهٔ جزیره کریستال مسکو

جزیره کریستال پروژهٔ برجی است که در ۱۰ کیلومتری مرکز شهر مسکو ساخته خواهد شد. این برج از هم‌اکنون به جزیره کریستال به عنوان بلندترین و رویایی‌ترین طرح ساختمانی دنیا مشهور شده‌است، یک بلور شفاف و زیباست که بر اساس اساطیر سیبری طراحی شده و شبیه یک الماس تراشیده شده‌ است ، که در شب‌های سفید زمستان مسکو خواهد درخشید. این طرح ۴۹۹/۸۸ متر ارتفاع دارد که وقتی ساخت آن کامل شود درست شبیه یک هرم کریستالی مارپیچ مانند خواهد شد. قاعدهٔ این هرم ۷۰۱ متر مربع خواهد بود.
پیش‌بینی می‌شود که این ساختمان که عنوان بزرگترین ساختمان دنیا را با زیر بنای ۲/۵ میلیون متر مربع یدک می‌کشد، ۴ میلیارد دلار هزینهٔ ساختمانی داشته باشد. تعداد۹۰۰ اپارتمان ،۳۰۰۰ اتاق هتل، مجتمع‌های ورزشی، سالن‌های اجتماعات، مجموعه اداری و تجاری، یک دانشگاه بین‌المللی به طرفیت ۵۰۰ دانشجو از مشخصات این برج است.
قسمت بیرونی این ساختمان دارای صفحهٔ خورشیدی و توربین‌های بادی است که برق برج بزرگ آن را تأمین می‌کند. دهلیزهای متعددی جهت سیستم تهویه طبیعی آن پیش‌بینی شده‌است. در قسمت داخلی ساختمان نیز صفحه‌های متعددی تعبیه شده که نور را در روز به تمام نقاط داخلی آن می‌رساند. این صفحه‌ها در کنترل دمای داخلی در زمستان و تایستان نیز نقش دارند.
سیستم تهویهٔ طبیعی به دلیل جمعیت بالای شهر، در یک اتاق بزرگ در مرکز سازه قرار گرفته‌است. مدیریت انرژی در هستهٔ مرکزی به گونه‌ای است که انرژی‌ها قابل بازیابی هستند و کمترین مقدار سوخت فسیلی برای تأمین انرژی در این پروژه پیش‌بینی شده‌است.